# Gennadi Modestowitsch Michassewitsch
Gennadi Modestowitsch Michassewitsch (russisch Геннадий Модестович Михасевич, belarussisch Генадзь Мадэставіч Міхасевіч; * 7. April 1947 in Ist, Wizebskaja Woblasz, Weißrussische SSR, Sowjetunion; † 19. Januar 1988 in Minsk, Weißrussische SSR, Sowjetunion) war ein sowjetischer Serienmörder, der zwischen 1971 und 1985 in der Weißrussischen SSR 36 Frauen erwürgte. Er wurde als Der Würger von Wizebsk bezeichnet, da er alle Morde in Wizebskaja Woblasz begangen hatte.

## Leben
Gennadi Modestowitsch Michassewitsch wurde am 7. April 1947 geboren. In seiner Kindheit war er ein bescheidener und verschlossener Junge, sein Vater war alkoholabhängig. Gennadi Michassewitch leistete Militärdienst, jedoch wurde er aus gesundheitlichen Gründen entlassen. 
Am 14. Mai 1971 (im Alter von 24 Jahren) beging Michassewitch im Dorf Ekiman seinen ersten Mord, nachdem er mit seiner Freundin Schluss gemacht hatte. An diesem Tag versuchte Michassewitch, sich zu erhängen, jedoch sah er ein Mädchen namens Ljudmila Andaralowa, das er vergewaltigte und erwürgte.
Von 1971 bis 1985 ermordete er 36 Frauen, davon 12 im Jahr 1985. Er nahm seine Opfer im Auto mit, brachte sie in menschenleere Orte, vergewaltigte und erwürgte sie. Am 30. August 1984 ermordete er zwei Frauen an einem Tag.
Trotz seiner Verbrechen erweckte Michassewitsch den Anschein eines musterhaften Familienmitgliedes. Er war verheiratet und hatte einen Sohn und eine Tochter. Seine Lebensweise war gesund und er arbeitete in einer Werkstatt, wobei sein Foto immer auf der Ehrentafel blieb. Michassewitsch war auch Gefolgsmann („Druschinnik“), externer Milizionär und Mitglied der KPdSU.

## Ermittlungen
Die Ermittler brauchten viele Jahre, um die Tatsache der Existenz eines Serienmörders festzustellen. Michal Schawnerowitsch, ein Ermittler mit hohen Leistungen, hatte die mutmaßlichen Täter gefoltert, was zu vielen falschen Geständnissen führte. 14 Personen wurden für die Verbrechen von Michassewitsch verurteilt, darunter wurde ein Mann hingerichtet und ein anderer erblindete im Gefängnis. Nikolaj Ignatowitsch, ein junger Ermittler der Staatsanwaltschaft von Wizebsk, verstand als Erster, dass die Morde auf den Straßen zwischen Wizebsk und Polozk von einer einzigen Person begangen wurden. Er stand unter Druck seiner Vorgesetzten, verteidigte jedoch seinen Standpunkt. Als 1982 Juri Andropow in das Amt des Generalsekretärs der KPdSU gewählt wurde, forderte der neue Innenminister Witali Fedortschuk die schnelle Aufklärung des Kriminalfalls des Würgers von Wizebsk.
1985 gaben die Zeugen eines Verbrechens von Michassewitsch an, dass eines seiner Opfer sich in ein rotes Saporoshez gesetzt habe. Daraufhin wurden alle Fahrer solcher Wagen kontrolliert. Der Täter hatte allerdings selbst die Fahrer roter Saporoshez kontrolliert, da er Polizist war. 
Daraufhin erforschte der Graphologe Michail Bukato die Handschriften aller Fahrer roter Saporoshez, die in Wizebskaja Woblasz wohnten. Am 16. August 1985 schrieb Michassewitsch einen Brief an die Zeitung „Der Arbeiter von Wizebsk“ (russisch Витебский рабочий) im Namen der erfundenen antisowjetischen Organisation „Die Patrioten von Wizebsk“ (russisch Патриоты Витебска), die angeblich aus eifersüchtigen Männern bestand, „die von ihren Weibern verraten wurden und sich durch Frauenmorde an ihnen rächten“. Auf diese Weise ließ Michassewitsch ein Muster seiner Handschrift zurück. Am 7. November 1985 ermordete er sein letztes Opfer und legte einen Zettel mit dem Text „Tod für Verrat. Kampf gegen die Bullen und die Kommunisten“ in den Mund des Opfers. Die Handschrift stimmte mit der Handschrift des Verfassers vom Brief an die Zeitung „Der Arbeiter von Wizebsk“ überein. Am 9. Dezember 1985 wurde Michassewitsch verhaftet.
Die psychiatrische Untersuchung ergab, dass Michassewitsch zurechnungsfähig gewesen sei. 1987 wurde er zum Tode verurteilt. Die Vollstreckung erfolgte am 19. Januar 1988 im Pischtschalauski-Schloss in Minsk. Michassewitschs Mutter hatte vergeblich Berufung eingelegt. Unter den Ermittlern, die zuvor gegen die Unschuldigen Strafen vollzogen hatten, kam einer für vier Jahre ins Gefängnis.
Im Jahr 2007 drehte der Moderator Leonid Kanewski eine Serie seiner Dokumentarfilme „Следствие вели…“ („Die Untersuchung führte …“, Transliteration „Sledstwie weli…“) über den Fall Gennadi Michassewitsch auf NTW.